# 상하이 박물관

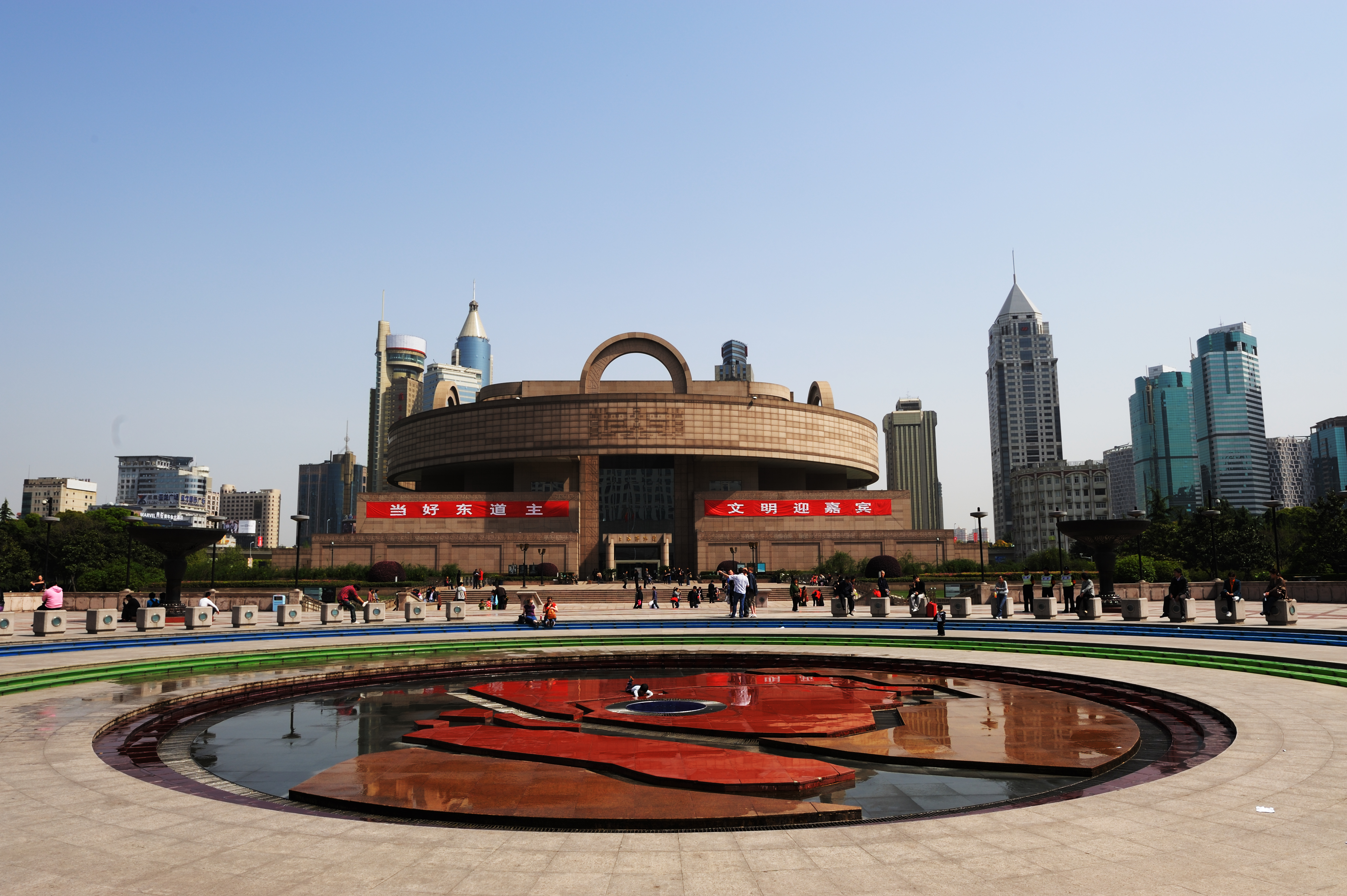
상하이 박물관의 정면

상하이 박물관(上海博物馆)은 중국 상하이에 인민광장 근처에 있는 상하이의 대표적인 박물관이다.
상하이의 박물관은 이 밖에 상하이 자연사 박물관, 상하이 곤충 박물관, 상하이 과학 기술 박물관, 일대회지 박물관 등이 있지만, 일반적으로 박물관이라면 현지에서는 상하이 박물관을 말한다．

## 역사
1952년에 구 조계지의 경마장 유적지에 상하이 시립 박물관이 건설되었다. 그 후 몇 번의 이전이 반복됐지만, 최종적으로 1993년 인민광장에 이전이 결정되고, 총 면적 39,600 평방미터의 신관이 1996년에 완성되어 같은 해 10월 12일에 이전 되어 일반에 공개되었다．

## 외관

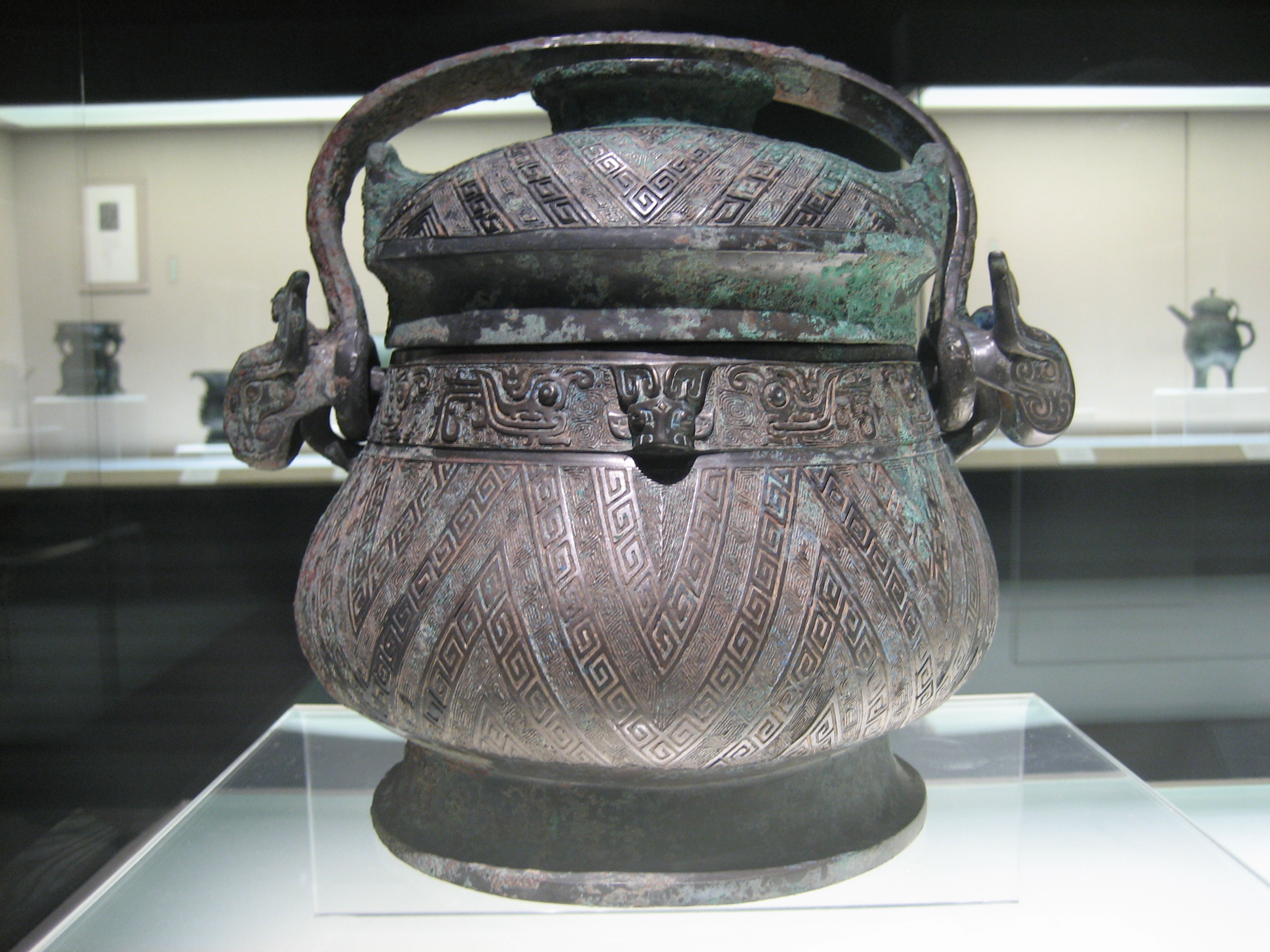
주 나라 초기의 청동 그릇

박물관의 외관은 최상부에 원반을 얹어 놓은 것처럼 생겼으며, 아래 부분은 솥을 받치고 있는 형상을 모방하고 있다. 언뜻 보기에 손잡이와 같은 반원형의 구조물이 최상부에 호를, 아래에 동서남북에 활 시위를 당기는 것처럼 보인다．
이와 같은 외관은 고대로부터의 중국의 세계관, 우주관을 가리키고 있으면서, 삼발이에 대표된 청동기 컬렉션을 가리키고 있다．

## 소장품
상해 박물관의 소장품 중, 이목을 모으는 것은 청동 그릇이다. 박물관의 외관이 원래 청동기를 본떠 만든 것으로, 이곳의 청동 그릇은 세계적으로 유명한 컬렉션이다. 물론 서화, 자기, 도기, 인새, 가구 등의 소장품도 많지만, 청동기 컬렉션에 비견 되는 것은 없다. 또 대부분의 서화, 인새(도장) 등은 전부 명청로 이전의 컬렉션이고, 근현대에 해당되는 것은 대부분(거의) 소장 되어 있지 않다.

## 전시

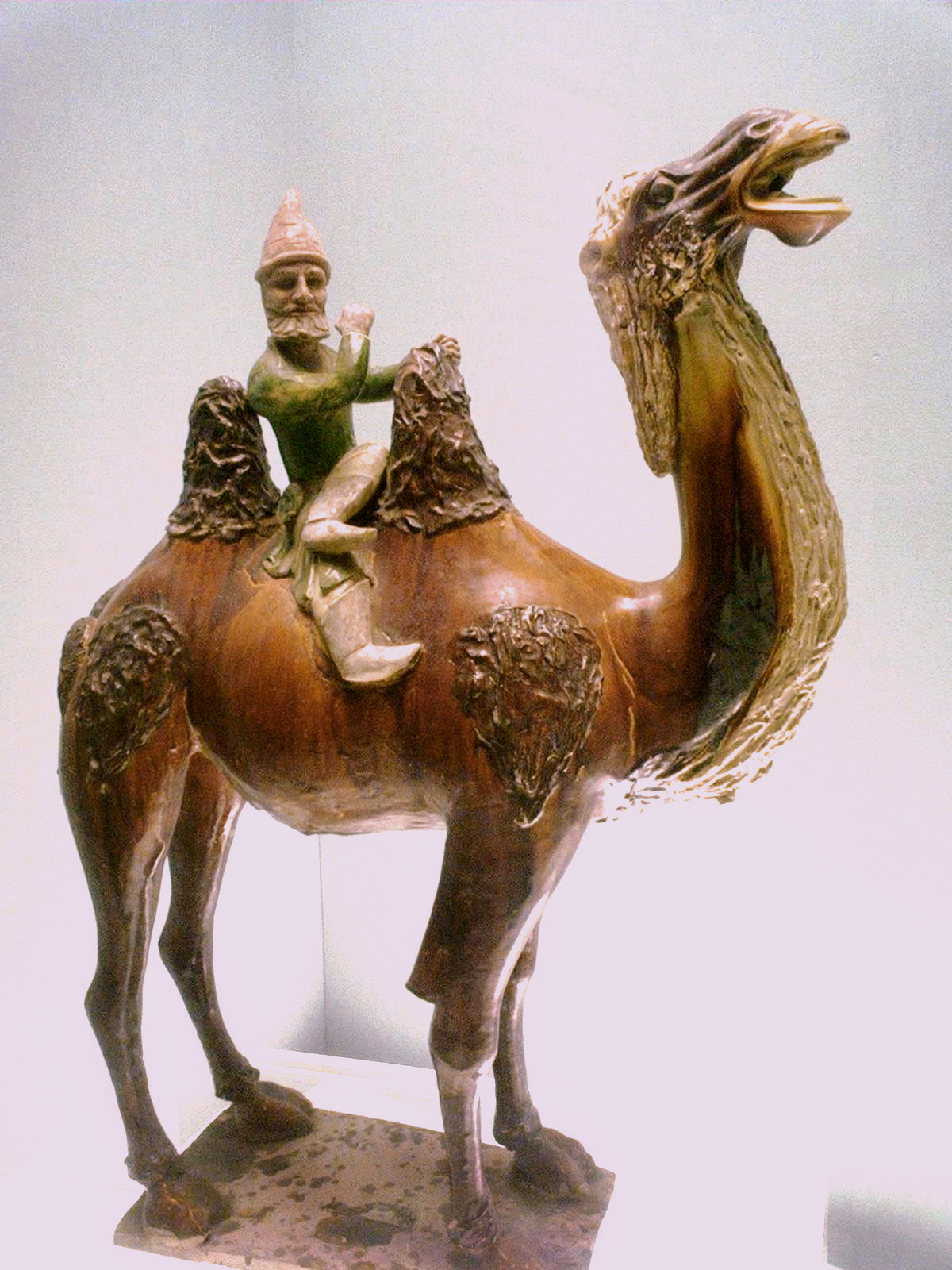
당나라, 서역에서 온 낙타

11개의 전시장이 개설되어 120,000점이 상설 전시되고 있다.
- 중국 고대 청동관
- 중국 고대 조소관
- 중국 고대 도자기관
- 중국 역대 새인관
- 중국 역대 서법관
- 중국 역대 회화관
- 중국 명청 가구관
- 중국 소수 민족 공예관
- 중국 역대 전폐관
- 중국 고대 옥기관
- 잠득루 도자기관

## 교통
난징루와 가까이 있으며, 맞은 편으로는 상하이 대극원이 있고, 주변에 징안쓰 등이 있다. 난징루에 내리면, 모두 볼 수 있는 곳이다.
- 상하이 지하철 인민광장역

## 같이 보기
- 상하이역사박물관